# Musik für Alle
Musik für Alle war eine Musikzeitschrift in Berlin von 1905 bis 1937.

## Geschichte
1905 erschien die erste Ausgabe von Musik für Alle. Monatshefte zur Pflege volkstümlicher Musik. Herausgeber war der Komponist Bogumil Zepler im Ullstein Verlag. Die Hefte erschienen anfangs monatlich. In jedem wurde ein Musikwerk oder eine Sammlung von Musikstücken mit einem leicht spielbaren und singbaren Klavierauszug vorgestellt. Die meisten Werke waren aus dem 19. Jahrhundert, daneben gab es einige wenige zeitgenössische Musik, zum Beispiel Tango, Foxtrott oder von Victor Hollaender. Jedes Heft hatte 32 Seiten und kostete anfangs 50 Pfennig. 1927 gab es 420.000 Exemplare pro Ausgabe.
Die letzte bekannte Nummer war 313  von 1937.